# Preistoria maghiarilor
Preistoria maghiarilor (în limba maghiară: magyar őstörténet) se referă la istoria ungurilor din momentul în care s-au separat din grupul principal fino-ugric (se estimează că evenimentul ar fi avut loc la începutul primului mileniu) până la cucerirea Bazinului Panonic la sfârșitul  secolului al IX-lea (în istoriografia maghiară „honfoglalás” descălecarea).
Principatul Ungariei, despre a cărui existență există puține surse de informații, este inclus de către unii instorici în perioada preistoriei maghiare. Termenii „istorie veche” și „istorie timpurie”  sunt folosiți de diferiți cercetători pentru a descrie aceeași perioadă din istoria maghiară.

## Formarea poporului maghiar

### Apariția vorbitorilor de limbă maghiară
Limba maghiară este clasificată în mod tradițional ca fiind o ramură ugrică a limbilor uralice. Este posibil ca limbile uralice să se fi separat  cam între 4000 î.Hr. – 2000 î.Hr..
Modificările climaterice din jurul anului 1300 î.Hr. a dus la extinderea spre nord a stepelor, ceea ce a făcut ca popoarele prot-ugrice să adopte modul de viață nomad. Această modificare a fost întărită de o serie de grupuri proto-iraniene nomade, care trăiau mai spre sud și care le-au influențat pe popoarele ugrice, după cum o dovedesc o serie de cuvinte de împrumut în limbile lor. Formarea limbii maghiare a avut loc cam în această perioadă (1000 î.Hr. – 500 î.Hr.) și poate fi localizată în regiunile sudice ale Munților Ural.
După o nouă modificare climatică de prin anul 800 î.Hr., care a cauzat o expansiune a taigalei, grupurile proto-ugrice, (cel mai probabil strămoșii ungurilor) s-au mutat spre sud. Prin această mutare s-au separat de strămoșii popoarelor hantî și mansi.

### Urheimatulmaghiar
Urheimat maghiar (magyar őshaza) este teritoriul de origine al vorbitorilor de maghiară. Termenul urheimat este împrumutat din lingvistică există tendința să se creadă că este folosit doar în discuțiile despre originea unei limbi. Când este aplicat la originea națională a ungurilor, se referă la regiunea unde strămoșii poporului maghiar au format o unitate etnică, au vorbit maghiara veche și au practicat păstoritul nomad. Cercetătorii sund de acord că urheimatul în sens etnogenetic a fost situat undeva în zona de stepă de la sud de Urali.
- Un punct de vedere[9] este acela conform căruia urheimatul maghiar este același cu vorbitorilor de limbi ugrice – în regiunea de vest a Munțior Urali[10]. Momentul în care proto-maghiarii s-au mutat spre vest din regiunile estice ale Munților Urali și s-au așezat în Bașchiria (la confluența fluviilor Kama și Volga) este încă un subiect de cercetare[4]. Mutarea lor a putut fi cauzată de migrația popoarelor din secolul al IV-lea, dar ar putea să aibă legătură cu apariția unei noi culturi arheologice (cultura Kușnarenkovo) în regiune în secolul al VI-lea.[4]

- Un alt punct de vedere este cel conform căruia urheimatul maghiar este aproximativ teritoriul Yugra de la răsăritul Uralilor, unde trăiesc în prezent populațiile hantî și mansi. Yugra este considerată de către unii dintre cercetători ca urheimat al limbilor ob-ugrice (o ramură ipotetică a limbilor uralice) și nu a mai vechilor limbi ugrice. De aceea, regiunea din vestul Uralilor, din vecinătarea râului Kama ar fi urheimatul limbilor ugrice[11]. Prin urmare, maghiarii s-au format în acest urheimat din vestul uralilor, dezvoltarea limbii lor fiind influențată de limba komi.[10]

- Abordările bazate pe „stratificarea hărților” au comparat cimitirele, motivele ornamentale, obiectele de îmbrăcăminte din piele sau pâslă, imaginile mitologice, altarele de sacrificiu, muzica și poezia populară, cântecele deleagă plus documentele scrise și cercetările genetice pentru ca să desemneze ca cel mai probabil urheimat maghiar regiunea câmpiilor cu vegetație bogată dintre patru lacuri cu apă dulce: Caspic, Aral, Balhaș și Baikal. Pornind din această regiune, proto-maghiarii ar fi migrat spre vest, probabil pe mai multe căi, în principal prin „poarta” Ekaterinburgului din sudul Uralilor (după cum ar indica cimitirele), spre Levedia și în cele din urmă în „Etelköz” (considerat leagănul poporului maghiar), unde au devenit aliații hazarilor. Cercetările genetice au demonstrat legăturile maghiarilor cu uigurii din estul Eurasiei, în regiunea orașului Ürümqi (China).[12]

Pe de altă pare, o serie de cercetători consideră că acest concept al urheimatului este depășit din punct de vedere științific, de vreme ce popoarele au o dezvoltare continuă.

### Etnonimul
Originea numelui „maghiar” (cum se autonumesc ungurii) poate avea legătură cu momentul în care proto-ungurii s-au separat de alte grupuri proto-ugrice. Există însă mai multe teorii cu privire la această origine. Cuvântul ar putea fi compus din două părți (magy și ar), dau ar putea fi împrumutat dintr-o limbă proto-iraniană.
Cuvinte similare cu elementul maghi al cuvântului „maghiar” sunt folosite de popoarele hantî și mansi (prin care ei se autodefinesc mos, respectiv mansi), ceea ce ar sugera că „maghi” este de origine ugrică și ar putea să însemene „cel care vorbește” [o limbă]. Elementul ar al cuvântului „maghiar” ar putea fi de origine ugrică sau turcică și ar putea însemna „om”. Cei care cred că elementul „ar” este de origine turcică consideră că el numește un trib turcic care s-ar fi alăturat grupului prot-ugri, pentru ca să formeze împreună poporul maghiar.
Cele mai vechi surse de informații folosesc mai multe nume cu referire la maghiari (unguri). 
- În sursele scrise arabe, maghiarii sunt numiți madjfarīyah ori madjgharīyah (de exemplu de către Ahmad ibn Rustah), badjghird ori bazkirda (de către al-Mas’udi), unkalī (de către Abraham ben Jacob), sau turk (de către  Ibn Hayyan)[15][16].
- În sursele bizantine, maghiarii sunt numiți Οΰγγροι /Ungroi/, Τουρκοι /Turkoi/ (de exemplu de către  împăratul Leon al VII-lea), sau Σάβαρτοι άσφαλοι /Sawartoi asfaloi/ (de către Constantin Porphyrogennetos)[17].
- Atunci când fac referire la maghiari, sursele medievale scrise în limba latină îi numesc pe aceștia ungri, hungri, ungari sau hungari, dar există și surse care îi numesc avari ori huni[18]
. Numele latine ale maghiarilor (ungri, hungri, ungari, hungari) și derivatele lor în alte limbi se consideră că au derivat din numele dat de slavi onogurilor, o federație de triburi turcice (dar nu numari) din secolele al V-lea – al VIII-lea din regiunea Mării Azov.[1][18]

### Primele consemnări ale ungurilor
Herodot a descrisun popor pe care l-a numit Іϋρκαι /Iurkai/, care ar fi fost  vânători călare și care trăiau în regiunea dintre râurile Kama și Belaia. O serie de cercetători consideră că aceasta este prima consemnare a strămoșilor ungurilor. Poporul menționat de Strabon cu numele de  oΰγρου /Ugroi/ ar putea fi de asemenea vechii unguri, deși este mai probabil să fie vorba de unul dintre triburile de sarmați.
Alți cercetători, luând în considerație numele pe care împăratul Constantin Porfiregenet l-a dat ungurilor – σάβαρτοι άσφαλοι /sawartoi asfaloi/ - apreciază că sursele bizantine, musulmane și armenești, care pomenesc de poporul numit σάβιροι /sawiroi/, σεβορτιοι /sewortioi/, siyāwardiya și sevordi nu fac decât să certifice prezența strămoșilor ungurilor la nord de Munții Caucaz în secolele al V-lea – al X-lea. Pe de altă parte, alți autori consideră că această identificare bazată doar pe argumente lingvistică este incertă.
Autorul bizantin care a continuat cronica lui Ghiorghios Amartolus a amintit faptul că pe la anul 837, Primul Țarat Bulgar a căutat să formeze o alianță cu un popor păgân numit ungri, turc ori hun împotriva locuitorilor originari din Macedonia, care se răsculaseră împotriva bulgarilor. Rebelii au reușit să îi înfrângă pe păgâni. Poporul păgân menționat în sursa bizantină a fost identificat ca fiind vechii unguri, aceasta fiind prima mențiune scrisă credibilă despre maghiari care nu a fost pusă la îndoială de niciun cercetător contemporan.
Annales Bertiniani consemnează faptul că în 839, împăratul bizantin Teofil l-a rugat pe  regel franc Ludovic cel Pios să îi ajute pe ambasadorii rusi, care vizitaseră Constantinopolul, să se reîntoarcă în patrie, deoarece „popoarele barbare și sălbatice” le puneau în primejdie călătoria spre casă. Identificarea „popoarelor barbare și sălbatice” ca fiind aceleași cu triburile maghiare nu a fost acceptată de către toți istoricii.
Constantin al VII-lea Porfirogenet a consemnat în „De Administrando Imperio” faptul că haganul și  hagan bekul hazarilor i-a cerut împăratului Teofil să le cedeze cetatea Sarkel. Această cetate le era necesară datorită apariției la frontierele statului a unui nou inamic, iar singurul popor care le-ar fi amenințat securitatea nu putea fi decât cel maghiar. Ahmad ibn Rustah a menționat de asemenea în scrierile sale măsurile de apărare luate de hazari împotriva maghirilor și a altor popoare.

## Migrațiile

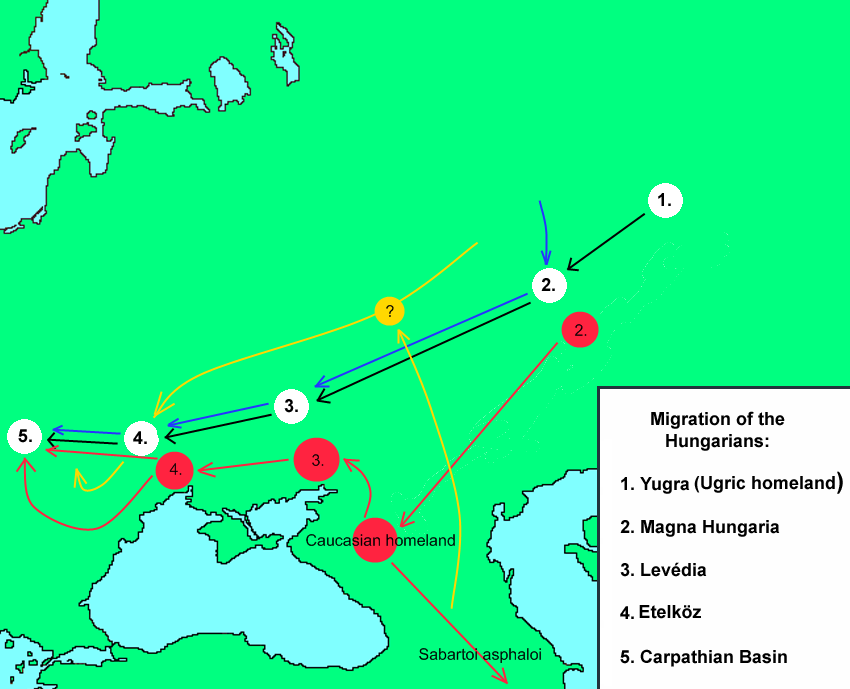
Migarția ungurilor – prima variantă

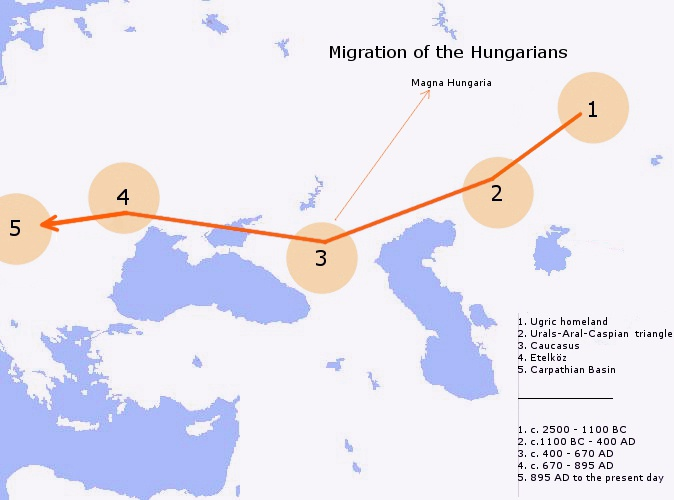
Migarția ungurilor – a doua variantă

Regiunile străbătute de unguri în timpul migrației lor din aria ocupată la începuturi până în zilele noastre sunt detaliate mai jos: 

### Magna Hungaria
Autorii contemporani numesc regiunea în care strămoșii maghiarilor au locuit inițial Magna Hungaria (Ungaria Mare). Ei își justifică alegerea pe documente scrise în secolele XII-XIII, care numesc această regiune Ungaria maior ori Ungaria magna. În 1235, Fratele Julianus a localizat această regiune la est de capitala Volga-Kama Bolghar .
Există o teorie conform căreia maghiarii s-au mutat în această zonă dintr-un urheimat nordic, după care au continuat deplasarea spre sud. În Bașkiria, descoperirile arheologice din 150 de morminte din secolul al VIII-lea – al IX-lea din regiunea Volga–Kama au confirmat prezența strămoșilor ungurilor în zonă..

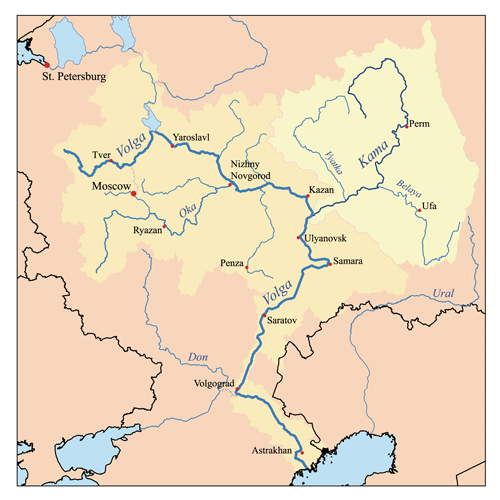
Regiunea confluenței râurilor Volga și Kama, unde s-ar fi aflat teritoriul Magna Hungaria

Cercetările lingvistice  și toponimele sugerează că maghiarii au venit în contact cu bulgarii de pe Volga în regiunea Volga–Kama după anul 680. Alți cercetători cred că maghiarii au venit în contact cu popoarele turcice încă din secolul al V-lea, iar migrația spre sud din Magna Hungaria a avut loc mai devreme.
Organizarea maghiarilor în triburi ar fi putut să se fi făcut în regiunea Ungariei Mari, de verme ce numele unuia dintre triburi (gyarmat) pare să fie unul dintre numele de clanuri bașkire.  Numele altor triburi sunt de origine oghură, ceea ce ar presupune că triburile oghure s-au alăturat celor maghiare la un moment dat.
Strămoșii maghiarilor au fost separați în două grupuri între 750 și 830. După aceasta, cele două ramuri au existat separat. Primul a rămas să locuiască în Ungaria Mare până prin deceniul al cincilea al secolului al XIII-lea, în vreme ce al doilea, strămoșii celor care au migrat în Bazinul Panonic, s-a mutat spre sud. Pe de altă parte, s-ar putea ca migrația spre sud a strămoșilor maghiarilor să fi avut loc deja în secolul al VII-lea, chiar mai devreme sau, dimpotrivă, cele două să se fi separat mai târziu, în secolul al IX-lea.

### Regiunea Don-Kuban
Unii cercetători consideră că maghiarii s-au mutat din Magna Hungaria într-o rgiune din nordul Munților Caucaz, pe văile fluviilor Don și Kuban. Această teorie se bazează pe faptul că mai multe cuvinte ungurești legate de viticultură au fost împrumutate din limbile turcice, iar alte cuvinte  ar fi putut fi împrumutate de la alanii care trăiau în nordul Munților Caucaz. Caracteristicile portului maghiarilor ar fi putut de asemenea să se fi conturat în această perioadă de timp. Dovezile locuirii maghiarilor în regiunea fluviilor Don și Kuban sunt irelevante, după părerile altor cercetători.

### Lebedia
Împăratul bizantin Constantin al VII-lea Profirogent numește locul din vecinătatea Chazariei în care locuiseră ungurii ca fiind Lebedia, după numele unui conducător al uniunii lor tribale. sau „voievodului” ungur Lebedias (Leved, Levedias sau Lebedi. Împăratul afirmă de asemenea că teritoriul locuit de maghiari era udat de râul Chidmas ori Chingilous. Chidmas este identificat de către majoritatea cercetătorilor ca fiind râul Kodima, iar Chingilous cu Inhul (amândouă afluenți ai Bugului de Sud). Istoricii consideră că existența „Lebediei” poate fi discutabilă, deoarece numele sugerează că ar fost locuit doar de unul dintre triburile maghiare (cel condus de Lebedi), și prin aceasta nu ar putea să numească teritoriul locuit de federația triburilor ungurilor.
În conformitate cu scrierea împăratului, maghiarii au purtat lupte îndelungate cu hazarii, ceea ce ar sugera că au fost la un moment vasalii acestora din urmă. Cât de mare ar fi fost perioada de timp în care ungurii au fost supuși hazarilor este o chestiune asupra căreia cercetătorii nu au căzut de acord. Împăratul Constantin al VII-lea afirmă că aceasta ar fi fost de doar trei ani, în vreme ce cercetătorii din zilele noastre consideră că ar fi fost vorba de trei secole. Alți cercetători sugerează că starea de vasalitate a ungurilor față de hazari ar fi putut începe pe la anul 840, când documentele perioadei nu mai menționează nimic despre existența unui popor distinct de cel al hazarilor în regiune.
Pecenegii, înfrânți de către hazari pe la anul 850, au cotropit Lebedia, i-au zdrobit pe maghiari care și-au părăsit teritoriile. O parte în frunte cu liderul lor, Lebedi, ar fi fugit spre vest în așa-numita regiune Atelkuzu. Un grup de maghiari s-a desprins din mulțimea celor care căutau adăpost în apus și s-a refugiat spre Persia, peste Munții Caucaz, regiune în care urmașii lor au locuit până în secolul al XIII-lea. Există cercetători care consideră însă că maghiarii s-ar fi mutat spre vest încă din secolul al VII-lea, când primul stat bulgar s-a dezintegrat sub loviturile hazarilor, iar bulgarii au părăsit teritoriul din nordul Mării Negre.

### Etelköz

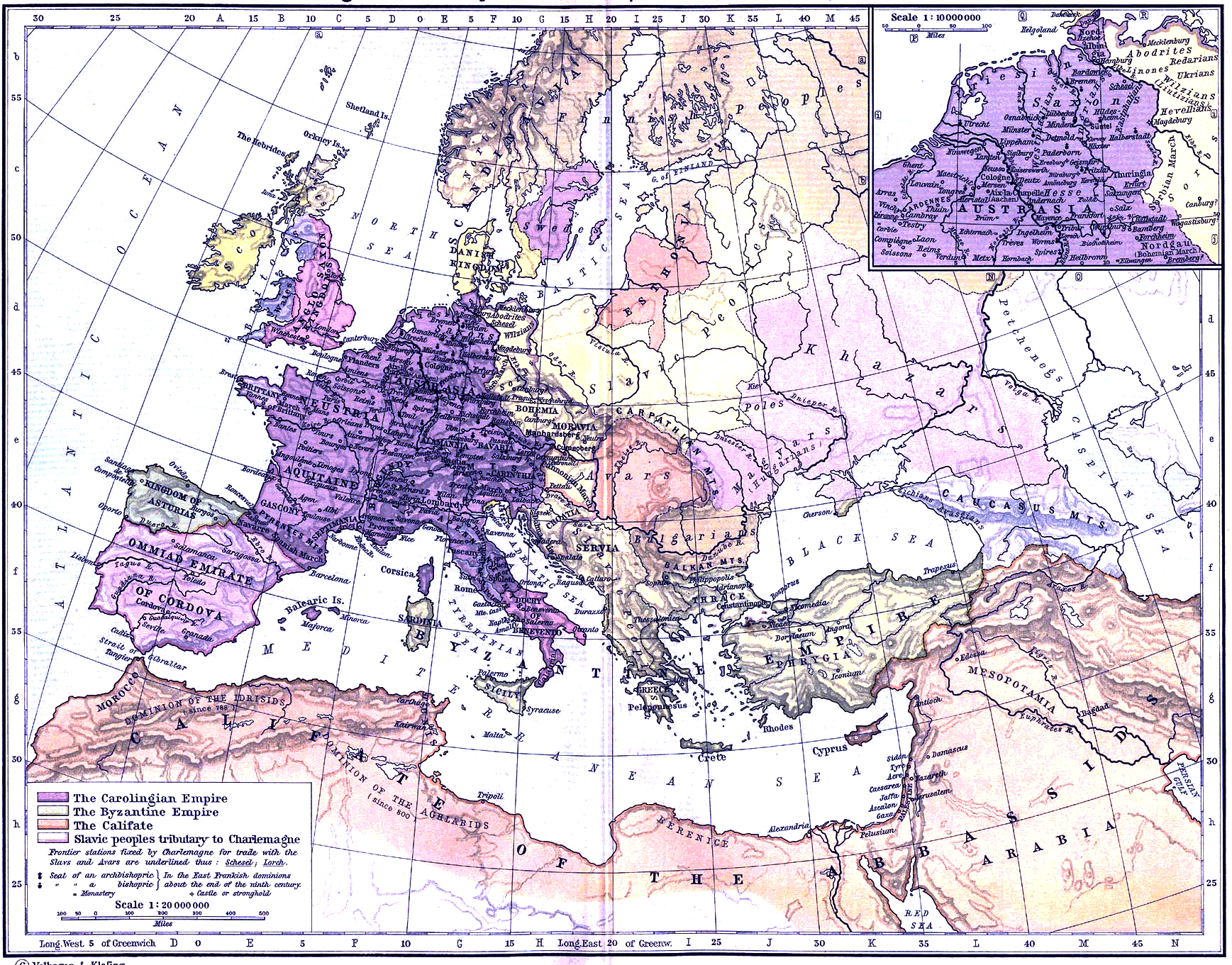
Europa pe la anul 800

După înfrângerea suferită in fața pecenegilor (sau după dispariția statului bulgar), cele șapte triburi maghiare (Hétmagyar) care au migrat spre vest s-au așezat în regiunea pe care Constantin al VII-lea o numește Etelküzü (ori Etel și Küzü). Etelköz a fost primul stat (principat) maghiar cunoscut, fondat pe la jumătatea secolului al IX-lea. Acest teritoriu se întindea în jurul cursurilor râurilor Nipru, Bugul de Sud, Nistru, Prut și Siret

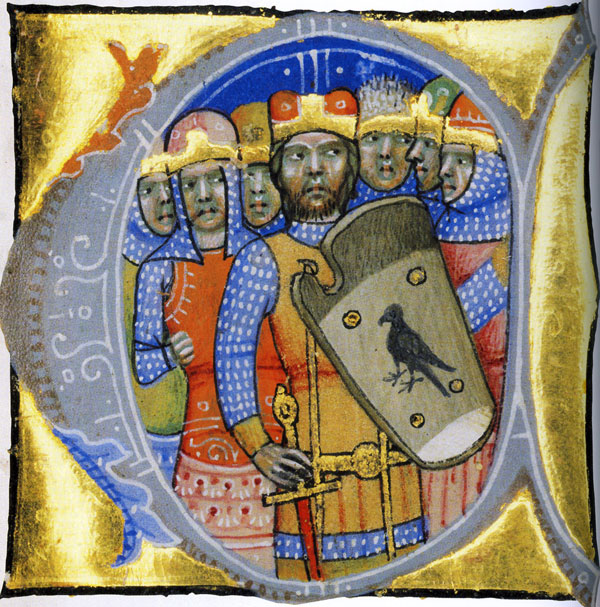
Cei șapte lideri ai ungurilor în Cronica pictată de la Viena

Împăratul Constantin al VII-lea relatează că la scurtă vreme după aceea, haganul hazarilor a trimis soli la „voievodul” Levedi, căruia i-a propus să îl recunoască drept „mare principe”. Levedi ar fi refuzat titlul, propunând în schimb recunoșterea ca mare principe a lui Álmos sau a fiului acestuia,  Árpád. Haganul a fost de acord cu această propunere. Constantin al VII-lea afirmă că liderii tribuirilor maghiare l-ar fi preferat pe Árpád pentru noua demnitate, dar cercetătorii moderni consideră Álmos a fost primul mare principe al ungurilor (megas Turkias arkhon în De Administrando Imperio. Există și cercetători care pun la îndoială credibilitatea relatării împăratului bizantin și consideră că povestea este doar o justificare inventată de membrii familiei lui Arpad pentru modificarea regimului politic al federației de triburi maghiare.

În cronica sa, Ahmad ibn Rustah afirmă că puterea în federația de triburi maghiare - Hétmagyar – era împărțită între liderul spiritual (kende) și  liderul administrativ și militar (gyula), împărțirea imitând practicile hazare. În Imperiul Hazar exista și o a trei a funcție, kündür – locțiitorul la comandă a liderului militar, și a sugerat faptul că acest post a fost oferit noului mare principe maghiar
„The Magyars are a race of Turks and their leader rides out with 20,000 horsemen and this king is called k.nd.h and this name denotes their king, for the name of the man who is actually king over them is ĝ.l.h and all the Magyars accept the orders of their ĝ.l.h in the matter of war and defense and the like.”—Ahmad ibn Rustah
.
În 860–861, soldații maghiari i-au atacat pe misionarii creștini Chiril și Metodiu, care doreaus să îl întâlnească pe haganul hazarilor, care se afla la Chersonesos.

Federația Hétmagyar pare să se fi separat de Imperiul Hazar pe la anul 862, când magharii (ungri) au jefuit Francia Răsăriteană 
„… dușmani, până atunci necunoscuți națiunilor noastre, numiți „ungri” au devastat țara maiestății sale Ludovic Germanul].”—Annales Bertiniani
.
Geografii musulmani au consemnat faptul că maghiarii au atacat cu regularitate teritoriilor vecinilor lor slavi, iar sclavii luați cu ocazia acestor raiduri erau vânduți în Imperiul Bizantin. Tot ei mai menționează faptul că maghiarii erau oameni arătoși și că purtau haine din mătase și brocart, iar armele lor erau din argint și erau încrustate cu perle .

Mai înainte de anul 881, federația Hétmagyar a fost întărită de alăturarea a trei triburi de kavari, care se răsculaseră împotriva hazarilor
„The so-called Kabaroi were of the race of the Chazars. Now, it fell out that a secession was made by them to their government, and when a civil war broke out their first government prevailed, and some of them were slain, but others escaped and came and settled with the Turks in the land of the Pechenegs, and they made friends with one another, and were called 'Kabaroi'.”—Constantine Porphyrogenitus: On Administering the Empire
De aici înainte, kavarii au fost considerați un „popor asociat”, formând trupele auxiliare ale forțelor maghiar, luptând în avangarda sau ariergarda celor din urmă.. În 881, maghiarii și kavarii au invadat Francia Răsăiteană, primii  (ungari) bătălia de la Wenia (probabil Viena) iar cei din urmă (cowari) pe cea de la Culmite (probabil Kulmberg sau Kollmitz în Austria).
Maghiarii au fost angajați în mod ocazional de conducătorii teritoriilor învecinate pe post de mercenari. Annales Fuldenses relatează că în 892, regele Arnulf al Franciei Răsăritene a atacat Moravia Mare, în rândurile armatei sale aflându-se războinici maghiari. Doi ani mai târziu, maghiarii au schimbat alianțele, atacând Panonia, de data aceasta alături de regele Svatopluk I al Moraviei Mari.
La sfârșitul perioadei numită preistoria ungurilor, pe la 895, maghiarii au început „descălecatul” în Panonia, unde aveau să-și stabilească o nouă patrie.